# Cireșată
Cireșata este o băutură alcoolică specific românească, preparată din cireșe fermentate cu zahăr și alcool.